# Pluràlia Televisión
Pluràlia TV fue una cadena de televisión por Internet en forma de cooperativa de la Comunidad Valenciana, que se constituyó en marzo de 2004, y cuya temática giró principalmente en torno a los movimientos sociales, ofreciendo noticias y reportajes.
Desde sus inicios fue desarrollando tanto el proyecto comunicativo como el económico. Se  realizaron alrededor de un centenar de noticias y reportajes de producción propia como los de la visita del Papa, el accidente del metro, la Subestación de Patraix, el conflicto con los inmigrantes del río, el cambio climático y el problema del agua, la vida en los barrios valencianos, conflictos laborales y otras temáticas sociales. Además, impulsaron iniciativas como la fundación de la Red de Medios Comunitarios, de la que forman parte 37 medios, o el documental colectivo “Ja en tenim prou” con 200.000 visitas en YouTube. En Pluralia TV se realizaron reportajes por encargo para la Facultad de Sociología de la Universidad de Valencia, Caixa Popular, la Facultad de Periodismo de la Universidad del País Vasco, la Asociación José Luis Sampedro, y diversos partidos políticos.